# Probles brevivalvis
Probles brevivalvis är en stekelart som beskrevs av Horstmann 1971. Probles brevivalvis ingår i släktet Probles och familjen brokparasitsteklar. Inga underarter finns listade i Catalogue of Life.